# موزه حمام قلعه
موزه حمام قلعه یک موزهٔ مردم‌شناسی است که در سال ۱۳۸۷ شمسی در خیابان شریعتی، کوچه مهر، جنب حمام قلعه در شهر همدان افتتاح شده‌است. سازمان مؤسس این موزه اداره کل میراث فرهنگی، صنایع‌دستی و گردشگری استان همدان است. ساعات کار این موزه از ۸ صبح تا ۲۲ بعدازظهر است. داخل این موزه یک سفره خانهٔ سنتی نیز وجود دارد.